# Melomys matambuai
Melomys matambuai és una espècie de mamífer rosegador de la família dels múrids. Són rosegadors de mitjanes dimensions, amb una llargada de cap a gropa de 151 mm, una cua de 141 mm, peus de 30,3 a 31 mm, orelles de 18 mm i un pes de fins a 145 g. L'espècie és endèmica de l'illa de Manus (Papua Nova Guinea), on viu en hàbitats boscosos. És principalment arborícola. A causa de l'àmbit de distribució limitat, fragmentat i subjecte a l'alteració humana, M. matambuai és considerada una espècie en perill.